# The Definition of X: The Pick of the Litter
Albums de DMX
Year of the Dog... Again
(2006) Playlist Your Way
(2009)
The Definition of X: The Pick of the Litter est une compilation de DMX, sortie le 12 juin 2007.
L'album s'est classé 7e au Top R&B/Hip-Hop Albums et 26e au Billboard 200.

## Liste des titres
| No  | Titre                                           | Album d'origine                      | Durée |
| --- | ----------------------------------------------- | ------------------------------------ | ----- |
| 1.  | Prayer III                                      | ...And Then There Was X              | 1:59  |
| 2.  | Ruff Ryders' Anthem                             | It's Dark and Hell Is Hot            | 3:34  |
| 3.  | Get at Me Dog (featuring Sheek)                 | It's Dark and Hell Is Hot            | 4:03  |
| 4.  | Stop Being Greedy                               | It's Dark and Hell Is Hot            | 3:37  |
| 5.  | How's It Going Down                             | It's Dark and Hell Is Hot            | 4:42  |
| 6.  | What These Bitches Want (featuring Sisqó)       | ...And Then There Was X              | 4:13  |
| 7.  | Blackout (featuring Jay-Z et The Lox)           | Flesh of My Flesh, Blood of My Blood | 5:00  |
| 8.  | What's My Name?                                 | ...And Then There Was X              | 3:52  |
| 9.  | Where the Hood at                               | Grand Champ                          | 4:46  |
| 10. | Party Up (Up In Here)                           | ...And Then There Was X              | 4:28  |
| 11. | X Gon' Give It to Ya                            | Grand Champ                          | 3:38  |
| 12. | It's All Good                                   | Flesh of My Flesh, Blood of My Blood | 4:17  |
| 13. | Who We Be                                       | The Great Depression                 | 4:47  |
| 14. | The Rain                                        | Grand Champ                          | 3:27  |
| 15. | Here We Go Again                                | ...And Then There Was X              | 3:52  |
| 16. | No Love 4 Me (featuring Swizz Beatz et Drag-On) | Flesh of My Flesh, Blood of My Blood | 4:00  |
| 17. | We Right Here                                   | The Great Depression                 | 4:27  |
| 18. | One More Road to Cross                          | ...And Then There Was X              | 4:20  |
| 19. | Slippin'                                        | Flesh of My Flesh, Blood of My Blood | 5:05  |
| 20. | Prayer (Skit)                                   | It's Dark and Hell Is Hot            | 2:31  |